# Eton Manor

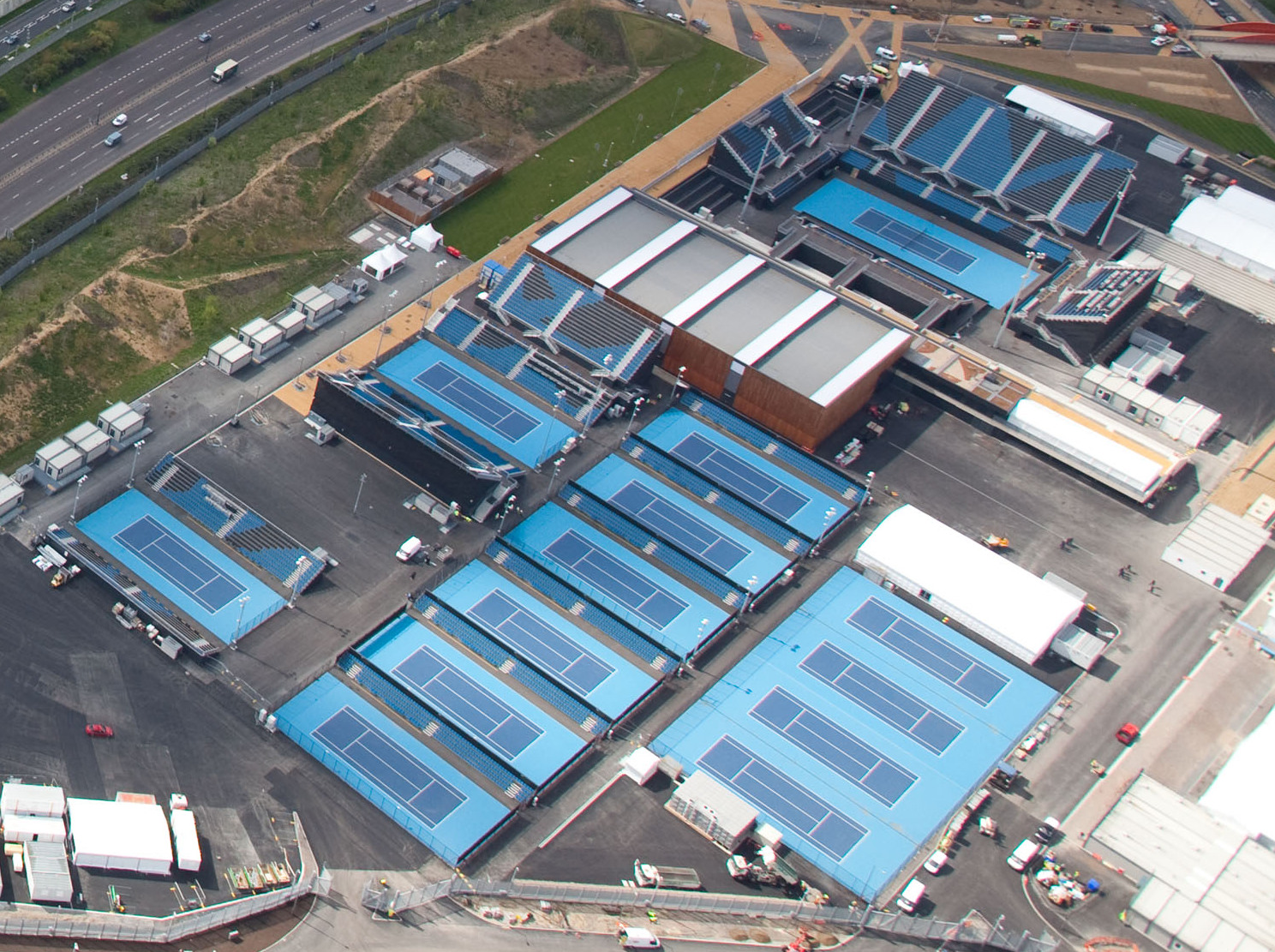
L'Eton Manor en avril 2012

L'Eton Manor, également connu sous le nom de Lee Valley Hockey and Tennis Centre, est un site londonien ayant accueilli des piscines temporaires d'entraînement pour les Jeux olympiques d'été de 2012 ainsi que la compétition de tennis en fauteuil roulant des Jeux paralympiques d'été de 2012.